# アミノ酸スコア
アミノ酸スコアは、食品中の必須アミノ酸の含有比率を評価するための数値である。特定の食品に対し、窒素1gあたりに占める必須アミノ酸が基準値と比較してどれだけ含有されているかを評価するものである。

## 概要
国際基準はFAO/WHOによって提示されてきた。日本では1973年および1985年に提案されたものをアミノ酸スコアと表記し用いている。以前に提案されたものはプロテインスコアと表記し用いられている。なお、FAO/WHOは1993年に、たんぱく質の消化されやすさも加味したたん白質消化吸収率補正アミノ酸スコア(PDCAAS)を提示している。
1973年の提案では、実際に人体のアミノ酸必要量に基づいたものとなった。学齢期児童と成人では必須アミノ酸の要求量が違うことが示されたにもかかわらず、単一の必須アミノ酸の必要量のパターンを採用した。
1985年の提案では、年齢グループで異なった必須アミノ酸の必要量のパターンを提起した。そして、幼児期の必要パターンを乳児を除く全ての年齢に対して適用するのが妥当であるという合意がなされた。ヒスチジンは体内で作られるが、急速な発育をする幼児の食事に欠かせないことから、1985年からこれも必要なアミノ酸として加わるようになり、合計9種類が必須アミノ酸と呼ばれている。1973年のスコアでは大豆が86点、1985年のスコアでは大豆が100点となっていることが特徴的である。
1989年に再度検討会議が開かれ、1985年のパターンでよいという再確認がなされた。この会議ではタンパク質を摂取するために動物性食品を食べることで生活習慣病が増えることも話し合われ、伝統的な食物の組み合わせについても検討された。単一の食品のアミノ酸スコアだけを見ると、食べものは組み合わせて食べるということとかけ離れた印象を得がちである。多くの国での伝統的な組み合わせで、欠けたアミノ酸を補い合い良好なたんぱく質の品質となることが確認されている。たとえば、アジア地域における米と豆、中近東における小麦と豆、アメリカにおけるトウモロコシと豆である。
2002年の会議では、新たなアミノ酸のパターンが示され、この会議の内容は2007年に報告書となった。
インターネット上においては、1985年に修正された大豆、および大豆の加工食品（きな粉）などのアミノ酸スコアについて間違った数値が公開され、さらに別のサイトがそれを引用している事が多々あるため注意が必要である。

## アミノ酸スコアの計算方法
アミノ酸スコアの計算方法は、タンパク質を構成する窒素1g あたりに占める各必須アミノ酸のmg 数で表され、FAO/WHO等による合同委員会が基準としたアミノ酸評点パターンに対する割合で算出される。
タンパク質を構成する窒素1gは、平均すれば6.25gのタンパク質に相当する。基準とする必須アミノ酸パターンと各食品たんぱく質中の必須アミノ酸の比率を比較して、最も数値の低いアミノ酸（第一制限アミノ酸）の数値を評価値とする方法であり、化学的評価方法とも呼ばれている。
| アミノ酸                                     | 1985年基準値 (mg) | （参考）1973年基準値 (mg) |
| -------------------------------------------- | ----------------- | ------------------------- |
| イソロイシン                                 | 180               | 250                       |
| ロイシン                                     | 410               | 440                       |
| リジン                                       | 360               | 340                       |
| 含硫アミノ酸（メチオニン+ システイン）       | 160               | 220                       |
| 芳香族アミノ酸（フェニルアラニン+ チロシン） | 390               | 380                       |
| トレオニン                                   | 210               | 250                       |
| トリプトファン                               | 070               | 060                       |
| バリン                                       | 220               | 310                       |
| ヒスチジン                                   | 120               | -                         |

## 問題点
「窒素1gあたり」の数値であり、実際の含有量は考慮されていない。「アミノ酸スコアは高いがタンパク質そのものが少ない食品」も当然有り得る。端的に言えば、アミノ酸スコア100点である牛乳を水で100倍にうすめただけの製品を作ったとしてもアミノ酸スコアは100点である。大豆はタンパク質が多く精白米は少ないという事実はアミノ酸スコアには表れない。
あくまで食品単体の評価であり、アミノ酸スコア100点の食品を摂取したとしても他の食品を摂取すればバランスが崩れる。そのため、食事全体を通して考慮する必要がある。詳細はアミノ酸の桶を参照。アミノ酸スコア100点が意味するのは、「窒素1gあたりで比較した場合、9種の必須アミノ酸を委員会基準以上の割合で含む」事だけであり、すべての必須アミノ酸バランスが100%に揃っている訳ではない。詳細は全必須アミノ酸の含有量（上図の棒グラフなど）を確認する必要がある。
必須アミノ酸のみの評価である。他のアミノ酸については無視される。

## 参考図書
- 国際連合食糧農業機関 国際食糧農業協会訳・編集 『たんぱく質の品質評価 : FAO/WHO合同専門家協議報告』国際食糧農業協会 1992年 邦訳元 Protein Quality Evaluation, Report of the Joint FAO/Who Expert Consultation, 1991 ISBN 978-9251030974
- 『タンパク質・アミノ酸の必要量 WHO/FAO/UNU合同専門協議会報告』日本アミノ酸学会監訳、医歯薬出版、2009年05月。ISBN 978-4263705681 邦訳元 Protein and amino acid requirements in human nutrition, Report of a Joint WHO/FAO/UNU Expert Consultation, 2007